# Вестхоф, Иоганн Пауль фон
Иоганн Пауль фон Вестхоф (нем. Johann Paul von Westhoff; 1656—1705) — немецкий скрипач и композитор. По происхождению швед.

## Биография
Родился в 1656 году в Дрездене в семье музыканта. Музыке обучался под руководством отца — Фридриха фон Вестхофа (1611—1694), который был скрипачом придворной капеллы в Дрездене. С 1674 года Вестхоф сам служил в этой капелле скрипачом. Был разносторонне образованным человеком.
Гастролировал в Италии, Англии, Франции и Германии, завоевав себе имя виртуоза. С 1691 года был профессором словесности университета в Виттенберге.
С 1698 года жил в Веймаре и в 1704 году занял должность камер-секретаря герцога Веймарского. В Веймаре с ним встречался И. С. Бах, который служил органистом в герцогской капелле.
Наряду с Бибером и Вальтером, Вестхоф — один из крупнейших представителей немецкой скрипичной школы XVII века. Вестхофу принадлежит сборник сонат с цифрованным басом, который был издан в 1694 году в Дрездене, а также ряд сочинений для скрипки соло: сюита 1683 года и сборник партит, дошедший до нас в издании 1696 года — вероятно, переиздании ранних работ Вестхофа. Сюита и партиты насыщены полифоническими элементами, и, надо полагать, наряду с утерянными ныне поздними работами Вестхофа для скрипки соло, вдохновили И. С. Баха на создание его знаменитых сонат и партит для скрипки соло. Вестхоф также, по-видимому, оказал косвенное влияние на итальянских скрипачей, но и сам испытывал влияние итальянского стиля, ощутимое в его сонатах с цифрованным басом.
Вестхоф скончался 14 (возможно также 15) апреля 1705 года в Веймаре.